# Număr automorf
Un număr automorf este un număr natural al cărui pătrat într-o bază dată „se termină” cu aceleași cifre ce compun numărul însuși. De exemplu 76 este un număr automorf deoarece 762 = 5776.
Primele câteva numere automorfe în baza 10 sunt: 
0, 1, 5, 6, 25, 76, 376, 625, 9376, 90625, 109376, 890625, 2890625, 7109376, 12890625, 87109376 ...

## Tipuri de numere automorfe
Un număr k-automorf este numărul natural n cu proprietatea că numărul k*n2 se termină în aceleași cifre ce compun numărul n. De exemplu: 8 și 88 sunt numere 2-automorfe pentru că 2*82 = 128 și 2*882 = 15488.
Primele numere 2-automorfe în baza 10 sunt: 0, 8, 88, 688, 4688...
Un număr trimorf (trimorphic number) este numărul natural n cu proprietatea că ultimele cifre ale lui n3 sunt aceleași cifre ce compun numărul n însuși. De exemplu 51 este un  număr trimorf deoarece  513 = 132651.  A nu se confunda aceste numere cu numerele 3-automorfe.
Primele numere trimorfe în baza 10 sunt:
0, 1, 4, 5, 6, 9, 24, 25, 49, 51, 75, 76, 99, 125, 249, 251, 375, 376, 499, 501, 624, 625, 749, 751, 875, 999, 1249, 3751, 4375, 4999, 5001, 5625, 6249, 8751, 9375, 9376, 9999, ... 
Primele numere trimorfe în baza 12 sunt:
0, 1, 3, 4, 5, 7, 8, 9, B, 15, 47, 53, 54, 5B, 61, 68, 69, 75, A7, B3, BB, 115, 253, 368, 369, 4A7, 5BB, 601, 715, 853, 854, 969, AA7, BBB, 14A7, 2369, 3853, 3854, 4715, 5BBB, 6001, 74A7, 8368, 8369, 9853, A715, BBBB, ...

## Numere prime automorfe
Prima definiție
Un număr prim automorf este numărul prim p cu proprietatea că pp se termină în cifrele ce-l compun pe p. 
Primele astfel de numere sunt: 5, 11, 31, 41, 61, 71, 101, 151, 193, 251... 
A doua definiție
Un număr prim automorf este numărul prim p cu proprietatea că p este al n-lea număr prim și totodată se termină în cifrele ce-l compun pe n.
Primele astfel de numere sunt: 17, 99551, 4303027, 6440999, 14968819, 95517973, 527737957, 1893230839, 1246492090901, 12426836115943... 